# Monstera glaucescens
Monstera glaucescens är en kallaväxtart som beskrevs av Thomas Bernard Croat och Michael Howard Grayum. Monstera glaucescens ingår i släktet Monstera och familjen kallaväxter. Inga underarter finns listade.